# رولاند مارک شومن
رولاند مارک شومن (به انگلیسی: Roland Mark Schoeman) (زادهٔ ۳ ژوئیهٔ ۱۹۸۰) شناگر اهل آفریقای جنوبی است.